# Церковь Рождества Христова на Архиерейском дворе (Вологда)
Це́рковь Рождества́ Христо́ва на Архиере́йском дворе́ — бывший православный храм в Вологде, построенный в 1667—1670 годах в восточной части Симоновского корпуса Архиерейского двора. В основе имеет одноглавый (первоначально пятиглавый) четверик. Был упразднён во 2-й половине XVIII века, в XIX веке использовался для хранения архива консистории. С 1920-х — в ведении Вологодского краеведческого музея, в помещении храма размещена музейная экспозиция. Памятник архитектуры, категория охраны не установлена.

## История
Симоновский корпус Архиерейского дома с домовой церковью Рождества Христова были возведены в 1667—1670 годах при архиепископе Вологодском и Белозерском Симоне. Это второе по времени каменное здание Архиерейского двора (первое — Казённый приказ (Экономский корпус), построенный между 1634 и 1659 годами). В церковь Рождества Христова, видимо был перенесен престол Стефана Пермского, предшествующей домовой церкви Архиерейского двора.
Симоновский корпус с Христорождественской церковью в своё время был самым роскошным зданием не только в епископской резиденции, но и во всей Вологде. Однако со временем он подвергался всевозможным переделкам и постепенно терял свой торжественный вид. Вологодский епископ Иосиф Золотой после постройки в Архиерейском дворе своих апартаментов (Иосифовский корпус, 1764—1769 годы), перенёс домовую церковь в Крестовую палату Симоновского корпуса. Крестовая палата Петровского времени была расписана на манер церкви:

«Крестовая палата, а в ней деисус писан на краске. Другой деисус штилистовой»; «третей деисус на краске»; «четвертый деисус с праздники»; «среди палаты паникадило медное»; «другое паникадило пред образы».

В 1841 году церковь в крестовой палате упразднили, разрушили перекрытие, объединив с помещением третьего этажа. Таким образом, образовался двухсветный зал. Немного позднее Крестовая палата была расписана ярославским живописцем А. Колчиным, известным по поновлению фресок Софийского собора и стенной росписи Воскресенского собора. После упразднения церкви здесь располагался консисторский архив. В начале 1860-х пятиглавие было заменено одной главой.
После закрытия Архиерейского двора в 1920-х годах в помещении бывшей церкви расположена музейная экспозиция. В подклете находятся фонды музея. В результате реставрации 1960—70-х годов Симоновскому корпусу с домовой церковью Рождества Христова была в значительной мере возвращена его былая нарядность — восстановлен декор восточного фасада, кокошники, открытая галерея (убран поздний навес), однако поздняя форма церковной главы осталась без изменения.

## Архитектура
Соединение в одной постройке палат, подсобных помещений и домовой церкви — распространённый приём в московском церковном зодчестве XVII века. Образцом для вологодского Симоновского корпуса, по всей вероятности, послужил Патриарший дворец с церковью Двенадцати апостолов в Московском Кремле, построенный патриархом Никоном в 1635—1656 годы.

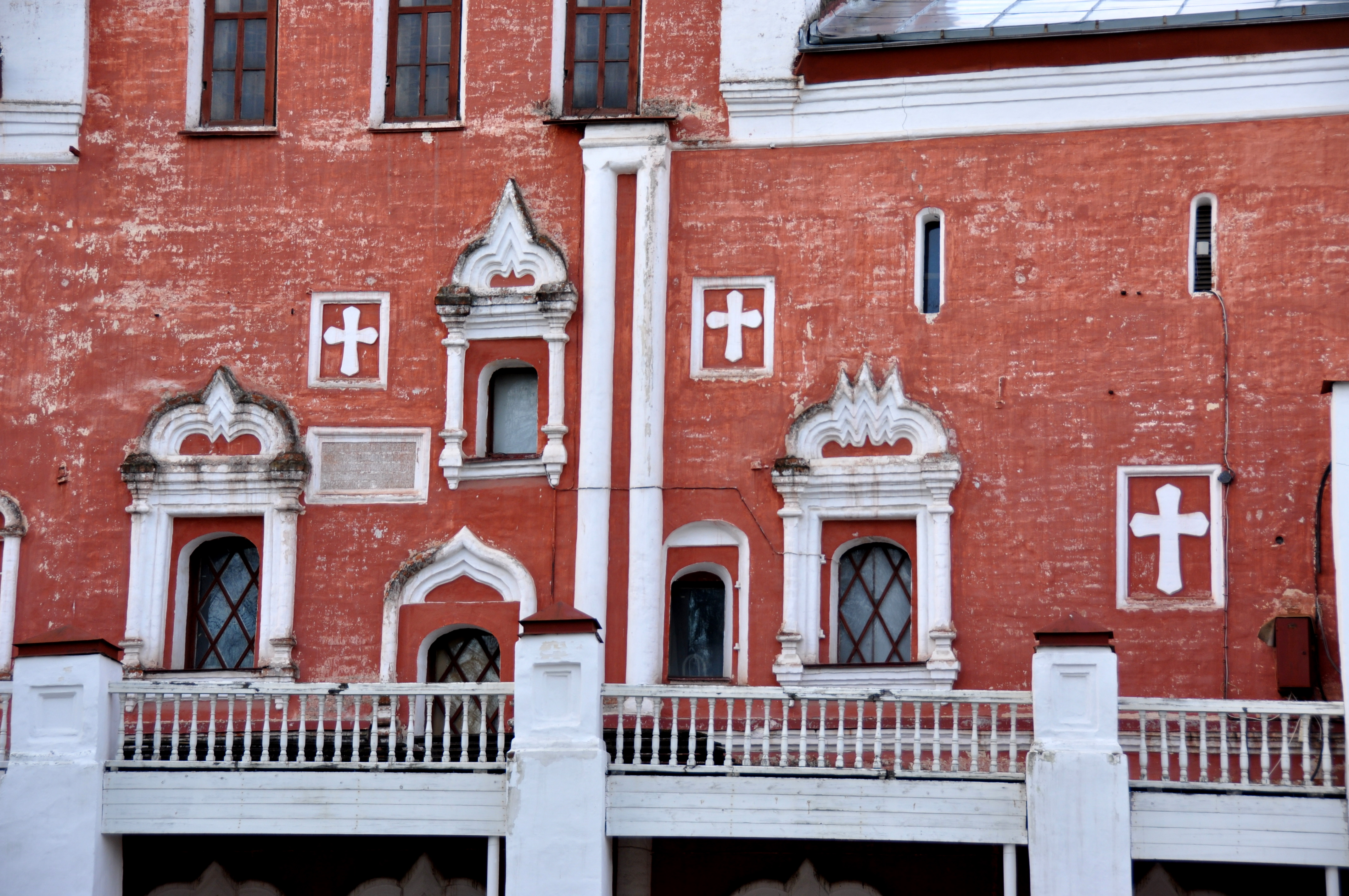
Восточный фасад церкви на уровне основного этажа и галереи. Декор в стиле московского узорочья и храмозданная плита

Высокий четверик церкви Рождества Христова является продолжением восточной части Симоновского корпуса. Сама церковь, довольно небольшая, занимала часть второго этажа — самого высокого и светлого. Основное помещение церкви перекрыто сомкнутым сводом с распалубками над окнами и дверьми. Третий этаж, куда ведёт внутристенная лестница, представляет собой чердачное помещение, использовавшееся как ризница. Над ним находится последний, четвёртый ярус — прямоугольное помещение с неглубокими нишами по трём сторонам и тремя окнами в восточной стене. Кубический объём первоначально был увенчан пышным пятиглавием, в настоящее время церковь венчает поздняя единственная глава, кровля четырёхскатная. Как и все церковные постройки Архиерейского двора, Рождественская церковь ориентирована алтарём на север. Алтарная часть имеет четырёхугольную форму, перекрыта коробовым сводом. Подкровельное пространство алтаря освещается пятью щелевидными окнами. Углы алтарной части подчёркнуты спаренными полуколонками. Со стороны алтаря церковь соединена арочным переходом с надвратной Воздвиженской церковью. Северный и южный фасад разделены пилястрами на три прясла.
Кроме церкви, в Симоновском корпусе располагались: на первом этаже — кухня, пекарня, кладовые, на втором этаже — архиерейские кельи с парадной Крестовой палатой, главным залом торжественных приёмов Архиерейского двора. На третьем этаже находились комнаты слуг. Вдоль восточного фасада корпуса проходит открытая галерея, сооружённая в 1776 году, а до этого существовавшая в форме гульбища, продолжавшегося также перед Гаврииловским корпусом. Фасад церкви на уровне галереи украшает белокаменная плита с храмозданной надписью.